# Puente sobre el río Wele
El puente sobre el río Wele es una estructura que une las localidades de Mbini y Bolondo en la parte continental del país africano de Guinea Ecuatorial. Se trata de un puente atirantado que cruza el río Benito o Wele, fue inaugurado en 2012 con 1057 metros de longitud y 80 metros de altura en su torre principal. Fue construido por una empresa de China y financiado en su totalidad por el gobierno de Guinea Ecuatorial.